# ABBA (album)
ABBA je treći studijski album švedskog sastava ABBA. Veliki hitovi s albuma su pjesme "Mamma Mia", "SOS" i "I Do, I Do, I Do, I Do, I Do".

## Popis pjesama
- Strana A

1. "Mamma Mia" – 3:32
2. "Hey, Hey Helen" – 3:17
3. "Tropical Loveland" – 3:06
4. "SOS" – 3:23
5. "Man in the Middle" – 3:03
6. "Bang-A-Boomerang" – 3:04

- Strana B

1. "I Do, I Do, I Do, I Do, I Do" – 3:17
2. "Rock Me" – 3:06
3. "Intermezzo No. 1" – 3:48
4. "I've Been Waiting for You" – 3:41
5. "So Long" – 3:06

## Osoblje
Abba
- Benny Andersson – klavir, klavijature, vokal, sintesajzer
- Agnetha Fältskog – vokal
- Anni-Frid Lyngstad – vokal
- Björn Ulvaeus – gitara, vokal

Ostali izvođači
- Ulf Andersson – saksofon
- Ola Brunkert – bubnjevi
- Bruno Glenmark – truba
- Rutger Gunnarsson – bas-gitara
- Roger Palm – drums
- Janne Schaffer – gitara
- Finn Sjoberg – gitara
- Bjorn Utvous – gitara
- Mike Watson – bas-gitara
- Lasse Wellander – gitara